# Achy Breaky Heart
Achy Breaky Heart är en countrylåt skriven av Don Von Tress. Den spelades in av The Marcy Brothers 1991 under titeln "Don't Tell My Heart", men nådde sin stora berömmelse när den året därpå gavs ut i en version av Billy Ray Cyrus på albumet Some Gave All, nu kallad "Achy Breaky Heart". Den släpptes som Cyrus debutsingel och kom att bli hans största hit. I USA blev den blev fyra på Billboard Hot 100 och etta på Hot Country Songs.
Kikki Danielsson tolkade låten med text på svenska av Mikael Wendt och Christer Lundh, som "En allra sista chans" 1993 på albumet Jag ska aldrig lämna dig .

## Listplaceringar

### Billy Ray Cyrus version
| Lista (1992-1993) | Topplacering |
| ----------------- | ------------ |
| Australien        | 1            |
| Frankrike         | 11           |
| Nederländerna     | 25           |
| Nya Zeeland       | 1            |
| Schweiz           | 2            |
| Storbritannien    | 3            |
| Österrike         | 6            |

### Fotnoter
1. ↑  Information i Svensk mediedatabas.
2. ↑  ”Listplacering”. http://australian-charts.com/showitem.asp?interpret=Billy+Ray+Cyrus&titel=Achy+Breaky+Heart&cat=s. Läst 30 maj 2011.
3. ↑  ”Listplacering”. http://lescharts.com/showitem.asp?interpret=Billy+Ray+Cyrus&titel=Achy+Breaky+Heart&cat=s. Läst 30 maj 2011.
4. ↑  ”Listplacering”. http://dutchcharts.nl/showitem.asp?interpret=Billy+Ray+Cyrus&titel=Achy+Breaky+Heart&cat=s. Läst 30 maj 2011.
5. ↑  ”Listplacering”. Arkiverad från originalet den 5 november 2012. https://web.archive.org/web/20121105184322/http://charts.org.nz/showitem.asp?interpret=Billy%20Ray%20Cyrus&titel=Achy%20Breaky%20Heart&cat=s. Läst 30 maj 2011.
6. ↑  ”Listplacering”. http://hitparade.ch/showitem.asp?interpret=Billy+Ray+Cyrus&titel=Achy+Breaky+Heart&cat=s. Läst 29 maj 2011.
7. ↑  ”Listplacering”. Arkiverad från originalet den 24 maj 2012. https://archive.is/20120524233152/http://www.chartstats.com/release.php?release=19785. Läst 30 maj 2011.
8. ↑  ”Listplacering”. http://austriancharts.at/showitem.asp?interpret=Billy+Ray+Cyrus&titel=Achy+Breaky+Heart&cat=s. Läst 30 maj 2011.